# Valdis Zatlers
Valdis Zatlers, latvijski politik in nekdanji zdravnik, * 22. marec 1955.
Bil je sedmi predsednik Latvije v obdobju 2007–2011. Izvoljen je bil 31. maja 2007 v parlamentu (seimas) v skladu z latvijsko ustavo. Predsednik Latvije je bil od 8. julija 2007 do izteka mandata 7. julija 2011. Kandidiral je za drugi mandat, a je tik pred verjetno ponovno izvolitvijo prišel v spor s parlamentom. 
Predsednik je namreč maja 2011 sprejel odločitev o predčasni razpustitvi parlamenta, komaj sedem mesecev po volitvah, ker parlament ni dovolil, da bi policija med korupcijsko preiskavo pregledala lastnino vidnega člana parlamenta Ainarsa Šlesersa, znanega poslovneža – oligarha. Zatlers je odločitev parlamenta označil za "alarm, ki opozarja na razkorak med zakonodajno in sodno oblastjo". "Parlament je pokazal nespoštovanje in nezaupanje v sposobnosti sodnih oblasti." Zahteval je ustavitev političnih manipulacij in ukinitev "ozračja nekaznovanosti". Poslanci so Zatlersu razpis referenduma zamerili in ga niso ponovno izvolili. Volivci so se parlamentu maščevali z razpustitvijo.
Zatlers ostaja v politiki in je ustanovil novo, »Reformno stranko«, ki je na izrednih volitvah leta 2011 dobila 20 % glasov in 22 mest v parlamentu. Stranka velja za desno-konservativno. 